# Bruno Niccoli
Bruno Niccoli (Prato, 5 agosto 1926 – 24 febbraio 2007) è stato un politico italiano.

## Biografia
Esponente del Partito Comunista Italiano, nel 1965 entrò a far parte della giunta comunale pratese guidata da Giorgio Vestri, con l'incarico di assessore alle municipalizzate.
Successivamente approdò alla Camera, ottenendo un seggio nel collegio di Firenze: primo dei non eletti alle politiche del 1972 (8.177 preferenze), alcuni mesi dopo l'inizio della legislatura subentrò a Roberto Marmugi (deceduto nell'ottobre 1972) e venne confermato alle politiche del 1976 (18.551 preferenze). Terminò il mandato parlamentare nel 1979.